# Hippuurzuur
Hippuurzuur (van het Grieks hippos, paard, en ouron, urine) is een carbonzuur dat aangetroffen wordt in de urine van paarden en andere planteneters, dus ook van de mens. In het lichaam wordt de stof gevormd uit het aminozuur glycine en benzoëzuur, dat in sommige vruchten voorkomt. Dit gebeurt ook met andere aromatische verbindingen zoals benzoylperoxide en tolueen, die in het lichaam omgezet worden in benzoëzuur. In de arbeidsgeneeskunde meet men het gehalte aan hippuurzuur in de urine van personen die beroepsmatig aan tolueen zijn blootgesteld; dit is een aanwijzing van een mogelijke tolueenvergiftiging.
Een hoge urineconcentratie van hippuurzuur (door veel benzoëzuurhoudende vruchten zoals cranberry te eten, of door kamillethee te drinken) vermindert de kans op infecties van de urineweg, omdat het de pH verlaagt wat bacteriegroei tegengaat. Hexamethyleentetraminehippuraat of methenaminehippuraat, een zout van hippuurzuur, wordt gebruikt om infecties van de urineweg te voorkomen of te behandelen.

## Synthese
Hippuurzuur kan synthetisch bereid worden uit glycine en benzoylchloride (PhCOCl) onder basische omstandigheden (natriumhydroxide), gevolgd door aanzuring met zoutzuur om het natriumzout om te zetten in het vrije zuur:
Het kan ook bereid worden door benzamide met chloorazijnzuur te laten reageren.